# نيد داي
نيد داي (بالإنجليزية: Ned Day) هو صحفي أمريكي، ولد في 5 أبريل 1945 في ميلواكي في الولايات المتحدة، وتوفي في 3 سبتمبر 1987 في هاواي في الولايات المتحدة بسبب نوبة قلبية.